# Vaipouli College

Schüler der Vaipouli School, ca. 1930. Die Schuluniform war ein Lava-Lava mit zwei weißen Streifen, ein Symbol für die Unabhängigkeitsbewegung Mau Movement Anfang der 1900er. Die Schüler tragen auch samoanische Halsketten und Kopfbedeckungen.

Vaipouli College ist eine Schule der Sekundarstufe auf der Insel Savaiʻi im Inselstaat Samoa. Das College ist eine von neun öffentlichen Schulen auf der Insel. Sie ist koedukativ und ist für Schüler und Schülerinnen im Alter von 9 bis 13 Jahren. Ein anderer Name ist Salafai College, in Bezug auf den formellen Namen Salafai für die Insel Savaiʻi.

## Geschichte
Vaipouli College wurde 1922 als landwirtschaftliches College für Jungen gegründet während der Kolonialverwaltung durch Neuseeland.
Das College liegt im Gebiet der Dorfschaft Matautu, im Inland oberhalb vom Dorf Avao im itumalo Gagaʻemauga, an der Nordseite der Insel. Schon die Anfahrt zur Schule, vorbei am Vaipouli Waterfall ist sehenswert.
2012 wurde die Schule geschlossen.

## Schulzeiten
Das Schuljahr ist in drei Terms aufgeteilt: von Februar bis Mai, von Juni bis September und von September bis Anfang Dezember.